# Rhynchostegium membranaceum
Rhynchostegium membranaceum là một loài Rêu trong họ Brachytheciaceae. Loài này được (Müll. Hal.) Broth. miêu tả khoa học đầu tiên năm 1909.